# Brigitte Stefan & Meridian
Brigitte Stefan & Meridian, ursprünglich JTO Meridian, ist eine deutsche Band, die 1969 in der DDR gegründet wurde und bis 1990 bestand. Die Band wandte sich 1981 der Neuen Deutschen Welle zu und gelangte damit zu ihren größten Erfolgen.

## Geschichte
1969 wurde die Gruppe – damals noch als JTO Meridian – von Heinz Putz gegründet. Dabei stand die Abkürzung „JTO“ für „Jugend Tanz Orchester“, eine damals in der DDR-Musikszene verwendete Bezeichnung für Musikbands.
1976 wurde die Band in Brigitte Stefan & Meridian umbenannt. Mit dem Erlangen von Berufsausweisen, welches Voraussetzung für ein professionelles Arbeiten in der DDR war, wechselte die Band in das Profilager. Die Band spielte nun regelmäßig Rundfunkaufnahmen ein. Eine erste Plattenveröffentlichung gab es 1976 mit dem Song Oh, war das ein Typ.
Mit dem Erfolg der Neuen Deutschen Welle fand die Band ihre musikalische Rolle in der DDR-Unterhaltungsmusik. Linie 6 im Stil der West-Berliner Band Ideal wurde ein erster Hit. Es folgten weitere erfolgreiche Songs wie Wenn Du denkst, ich bin doof, Männer und Allein. Auch nachgesungene Titel von Ideal gehörten dabei zum Repertoire.
1985 veröffentlichte die Band nach diversen Rundfunkproduktionen und Einsätzen auf Amiga-Samplern ihr erstes Album.
Ende der 1980er Jahre nannte sich die Gruppe in Brigitte Stefan & Band um. Nach der Wende löste sich die Band im November 1990 auf.

### Brigitte Stefan
Brigitte Stefan wurde als Brigitte Otto 1952 in Chemnitz geboren. Nach ihrer Lehre als Friseurin absolvierte sie eine Gesangsausbildung im Studio für Unterhaltungskunst Dresden. Von 1975 bis 1977 studierte sie Gesang bei Hanns-Herbert Schulz an der Musikhochschule Dresden.
Ihren Künstlernamen Brigitte Stefan entlieh sie dem zweiten Vornamen ihres Ehemanns Heinz Stefan Putz. Seit ihrer Heirat trägt sie den bürgerlichen Namen Brigitte Putz. Von 1990 bis 2007 war sie Geschäftsführerin vom Musikhaus CHARTS 9001 am Chemnitzer Rosenhof.

## Diskografie

### Alben
- 1985: Brigitte Stefan & Meridian (Amiga)
- 1996: Augenblicke (Noiseworks / BuschFunk)
- 2007: Die grössten Hits (Amiga)

### Sampler
- 1979: Schlagersterne 1 ’79 (Amiga)
- 1980: Kleeblatt (2/1980) (Amiga)
- 1982: Das Album Rock-Bilanz 1982 (Amiga)
- 1982: Linie 6 – Neue Tanzmusik (Amiga)
- 1987: Jugendliebe Vol.4 CD 2 (Amiga)
- 2003: Starke Frauen (BMG)
- 2003: Dt-64 Story Vol.6 (BMG)

### Singles
- 1984: Allein (Amiga)